# Oosterhaven (Groningen)
De Oosterhaven is een haven in de Nederlandse stad Groningen. De haven is verbonden met het Eemskanaal, het Verbindingskanaal en het Oude Winschoterdiep en is onderdeel van de Staande Mastroute.  
De haven heeft een diepte van ongeveer 4 meter. De haven huisvest de oudste van de twee jachthavens van Groningen (de andere is de Reitdiephaven). De jachthaven telt ongeveer 70 ligplaatsen. De haven telde begin 21e eeuw ongeveer 5400 overnachtingen per jaar, waarvan de meeste bezoekers uit Nederland, Duitsland en de Scandinavische landen komen.
De haven wordt aan oostzijde begrensd door de Oosterhavenbrug. Aan zuidoostzijde van de haven staat aan de Oosterhaven 2-6 een serie van 5 herenhuizen in jugendstil uit het begin van de 20e eeuw. Aan zuidwestzijde staan de Brinkflats van Rem Koolhaas.

## Geschiedenis
Na het voltooien van het Eemskanaal en het slechten van de vestingwerken in het kader van de vestingwet werd besloten om op de plek van de stadswal en de stadsgracht een nieuwe binnenhaven te graven als laad- en losplaats van goederen die werden aan- en afgevoerd over het Eemskanaal tussen Groningen en Delfzijl. De haven werd in 1878 voltooid en vormde feitelijk een verlengd en verbreed deel van het Eemskanaal. Langs de Oosterkade en Lijnbaanstraat verrezen daarop pakhuizen en fabrieken. De Oosterhaven was begin 20e eeuw de drukste haven van de stad. Rond 1900 legden er jaarlijks ongeveer 2500 binnenvaartschepen aan, hetgeen opliep tot ongeveer 4000 in de Eerste Wereldoorlog. Ook meerden er veel zeeschepen aan: ongeveer 300 rond de eeuwwisseling, iets minder dan 150 tijdens de Eerste Wereldoorlog en ongeveer 230 in 1929.
Na de tweede wereldoorlog tot ver in de jaren 1950 vond nog een laatste opleving plaats, echter na decennia dienst te hebben gedaan nam de haven activiteit in de jaren 1960 langzaam af. Vooral na opening van de nieuwe Hunzehaven in 1966 verloor de Oosterhaven langzaam van betekenis, de Hunzehaven was beter te bereiken voor grotere schepen en er was meer ruimte voor lading opslag. Twee havenkranen werden in 1966 verplaatst naar de Hunzehaven. Fabrieken sloten en pakhuizen werden dichtgetimmerd. De Oosterhaven was de laatste van de vier havens rond de binnenstad die in de jaren 1980 nog werd gebruikt door de binnenvaart, zij het sporadisch. De laatste twee resterende havenkranen werden in 1981 overgeplaatst van de Oosterhaven naar de Hunzehaven.
In 1985 werd besloten tot de aanleg van een jachthaven, waarvoor de zwaaikom ter plaatse dusdanig zou worden verkleind dat binnenvaartschepen er niet meer konden keren. Na een aantal jaren van discussie over de kosten werd uiteindelijk in 1988 een kleine jachthaven aangelegd, de eerste van de stad Groningen. De jachthaven bleek die een groot succes en werd daarom uitgebreid in 1991 en nogmaals in 2009. Tevens werd aan zuidzijde van de haven een charterhaven ingericht. De aanleg van de jachthaven en een bijbehorend watersportcentrum gaven een impuls aan het gebied. Voormalige fabrieken en pakhuizen werden verbouwd tot wooneenheden en het omringende gebied werd omgevormd tot recreatiegebied. 

Oosterhaven bij nacht
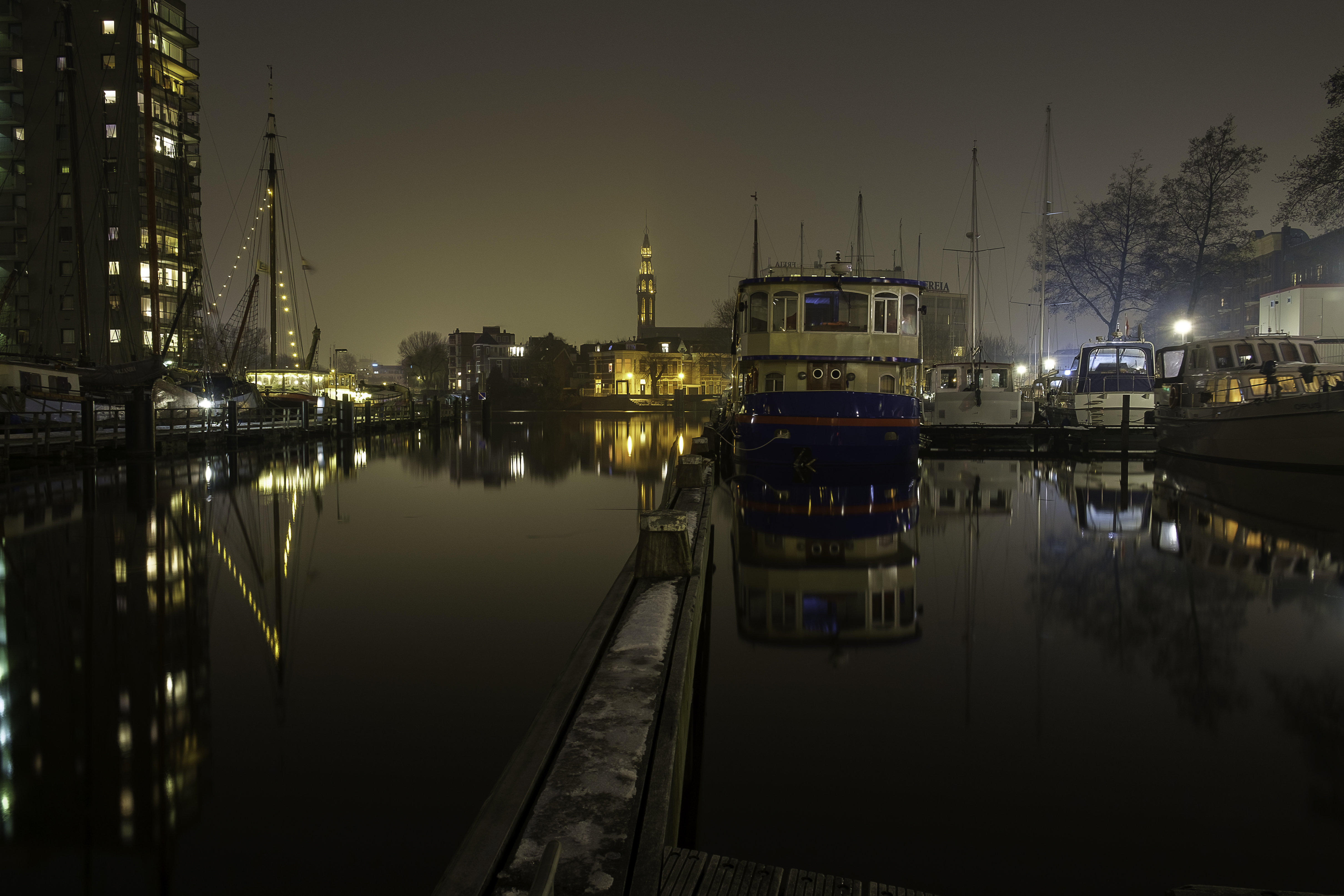
Vanaf de aanlegsteiger
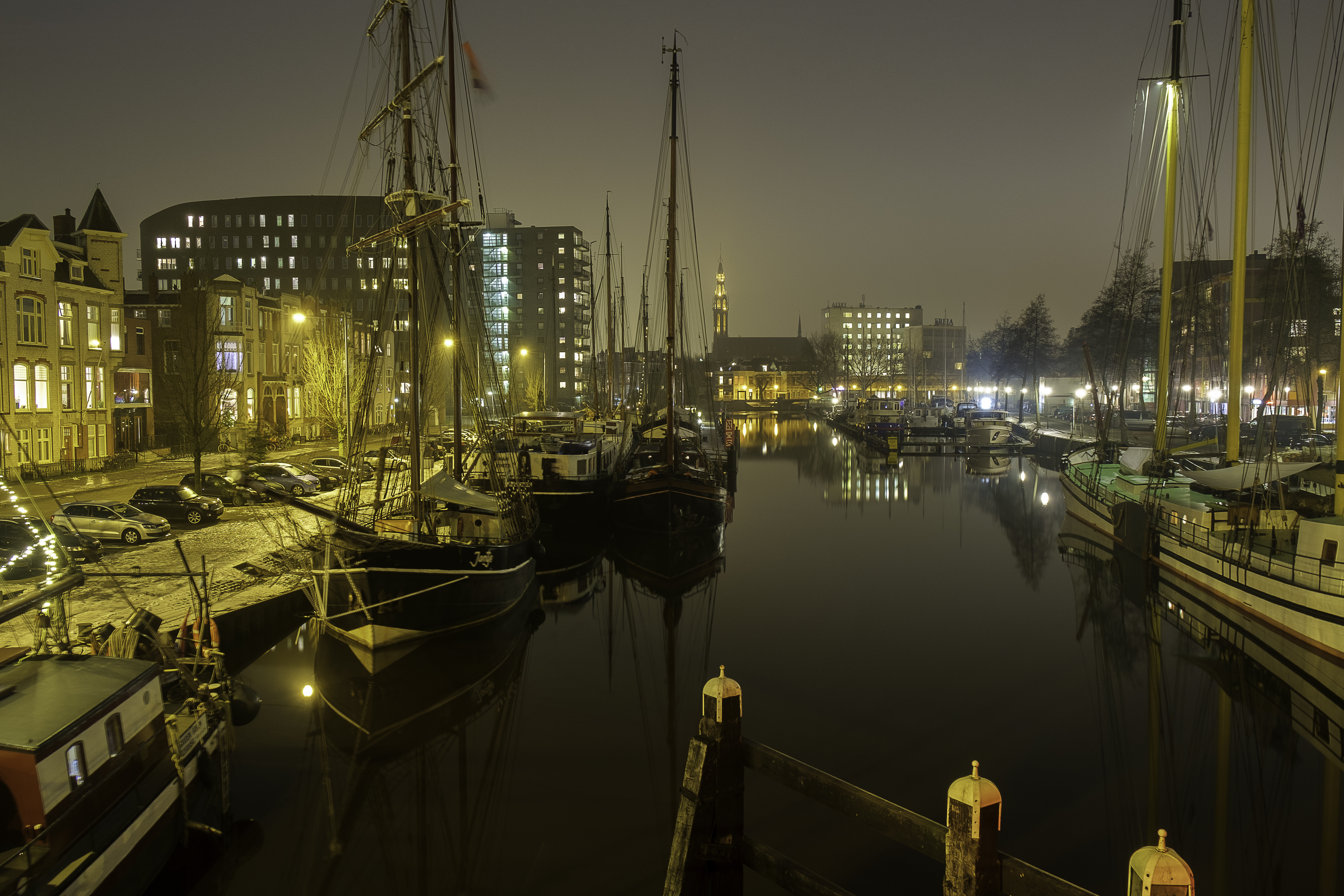
Vanaf de Oosterhavenbrug
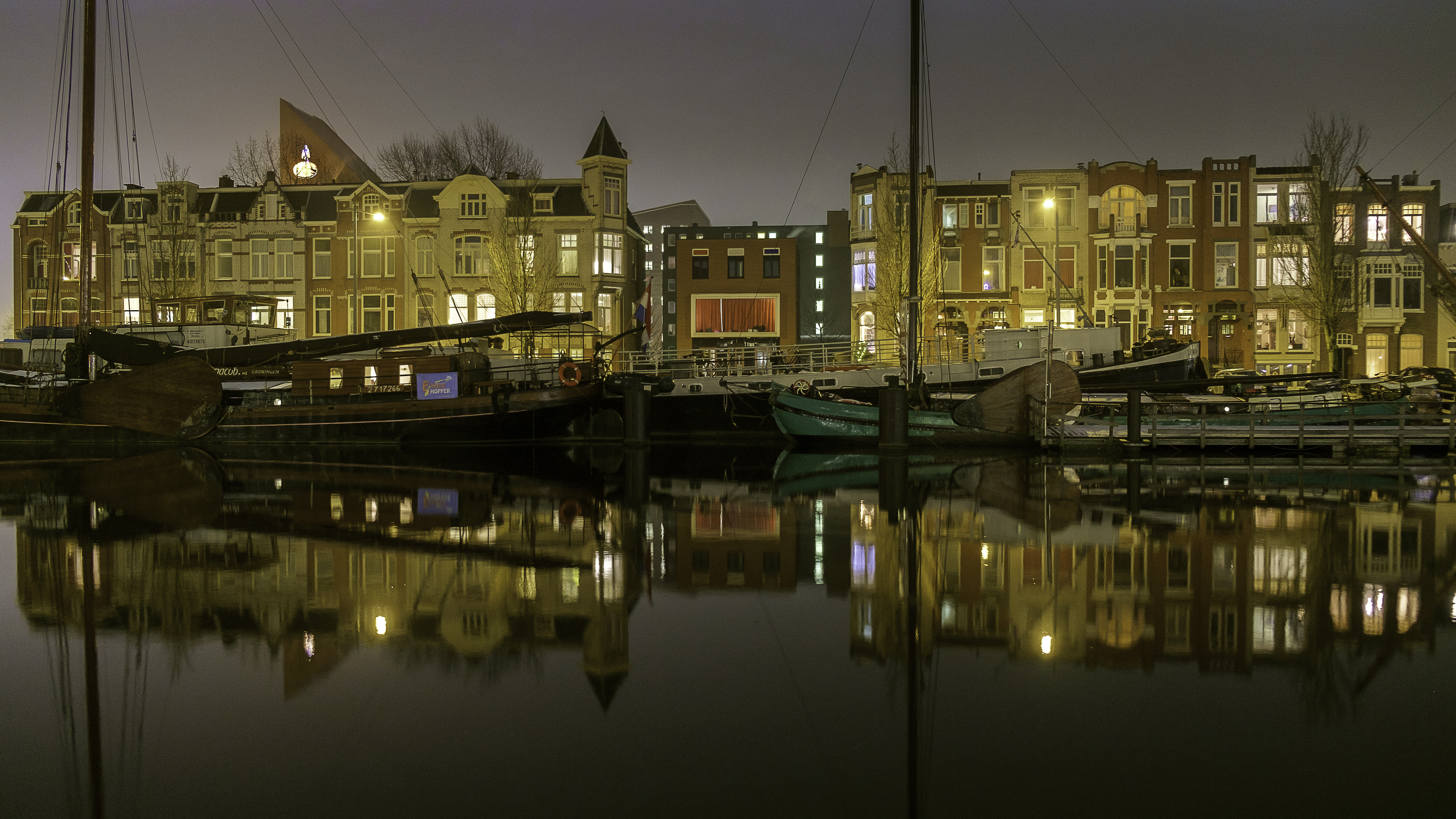
Huizen langs de zuidoostzijde met rechts een aantal van de Jugendstilpanden
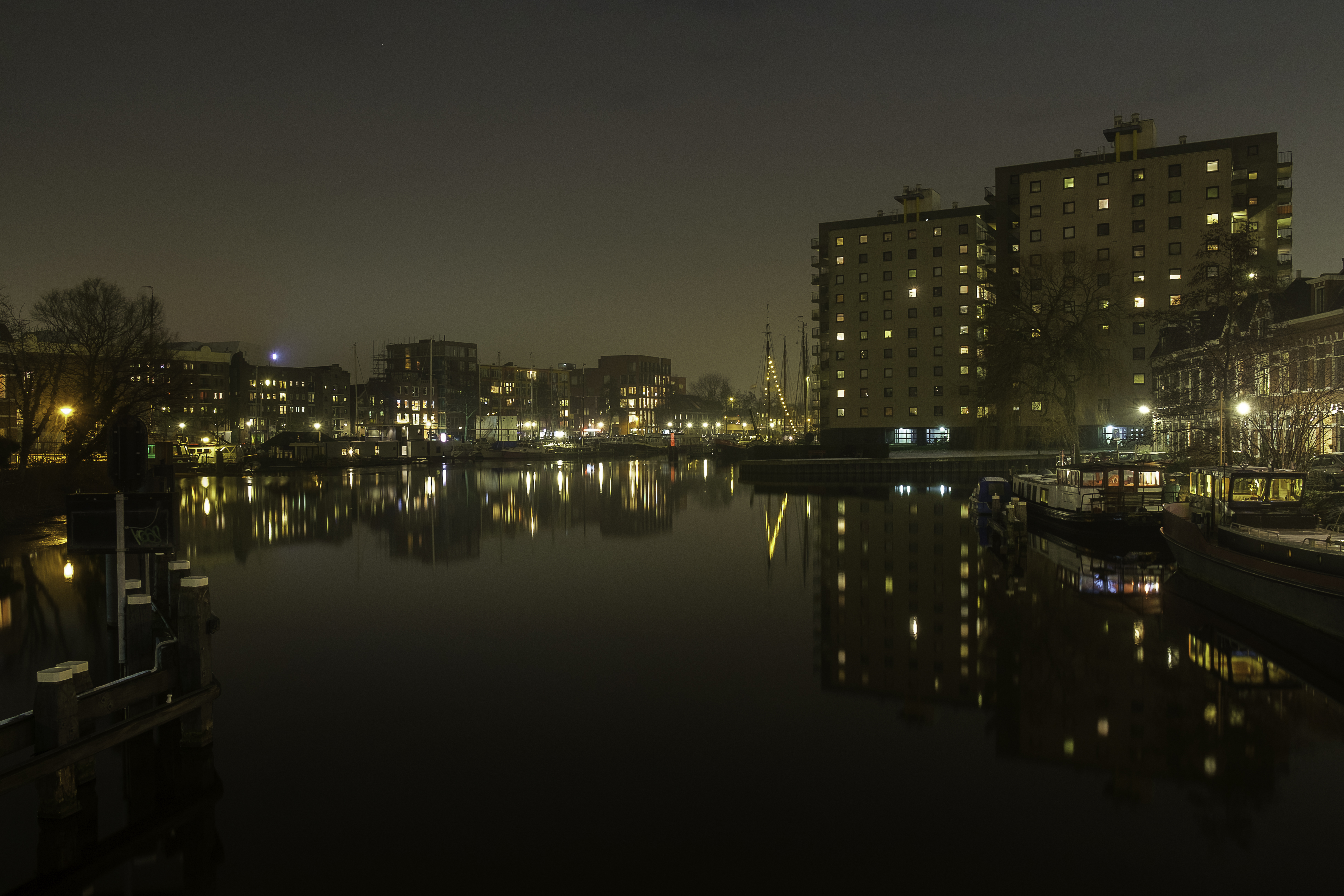
Vanuit het zuidwesten met rechts de Brinkflats van Rem Koolhaas

## Trivia
- In 1996 werd het theaterfestival 'A Star is Born' gehouden in de haven op een schip naar ontwerp van de Japanse architect Fumihiko Maki. Dit zogenoemde 'Maki-paviljoen' werd vervolgens afgemeerd in een nabijgelegen haven. Een poging van de beheerder van de haven om de boot terug te halen naar de Oosterhaven sneuvelde in 2010 vanwege protesten van omwonenden die het te groot vonden en overlast vreesden van op de boot te houden activiteiten.